# Eccellenza Campania 2017-2018
Il campionato italiano di calcio di Eccellenza regionale 2017-2018 è la ventisettesima edizione del campionato di Eccellenza. Rappresenta il quinto livello del campionato italiano e il primo a livello regionale.
Di seguito sono raccolte le informazioni relative ai due gironi di Eccellenza organizzati dal Comitato Regionale Campania della Lega Nazionale Dilettanti nella stagione 2017-2018.

## Stagione
Il campionato di Eccellenza Campania è suddiviso in due gironi da sedici squadre ciascuno: il girone A comprende tredici società della città metropolitana di Napoli (area nord-occidentale) e tre della provincia di Caserta, mentre il girone B è costituito da otto società della provincia di Salerno, da quattro della città metropolitana di Napoli (area sud-orientale) e da quattro della provincia di Avellino.
La competizione è suddivisa in due fasi: la stagione regolare e il post-campionato (play-off e play-out). Durante la prima fase in ciascun girone le squadre si affrontano in gare di andata e ritorno, per un totale di 30 incontri per squadra; vengono assegnati tre punti per la vittoria, uno per il pareggio e zero per la sconfitta. Al termine della stagione regolare la squadra che totalizza più punti nel proprio girone è ammessa alla Serie D, mentre la squadra che ne totalizza di meno nel proprio girone è retrocessa in Promozione. Nel caso in cui si verifichino le condizioni necessarie, le squadre classificate dal secondo al quinto posto di ciascun girone disputano i play-off, mentre quelle classificate dal quintultimo al penultimo posto di ciascun girone i play-out; al termine del post-campionato, la squadra vincitrice dei play-off del proprio girone è ammessa ai play-off nazionali, mentre le due squadre sconfitte nei play-out del proprio girone sono retrocesse in Promozione.
Nel girone A il Savoia vince il campionato con quattro turni di anticipo, mentre nel girone B è necessario lo spareggio promozione tra Sorrento e Agropoli (1-0 sul neutro di Avellino) che hanno terminato la stagione a pari punti.

## Girone A

### Squadre partecipanti
Di seguito sono riportate le società ed i rispettivi campi di gioco riguardanti il girone A.
| Club                           | Città                      | Stadio                                        | Stagione 2016-2017           |
| ------------------------------ | -------------------------- | --------------------------------------------- | ---------------------------- |
| A.S. Barano Calcio             | Barano d'Ischia (NA)       | Stadio Don Luigi Di Iorio                     | 11º in Eccellenza Campania/B |
| A.P.D. Casalnuovo Frattese     | Frattamaggiore (NA)        | Stadio Pasquale Ianniello                     | 6º in Eccellenza Campania/A  |
| A.S.D. Casoria Calcio 1979     | Casoria (NA)               | Stadio San Mauro                              | 1º in Promozione Campania/A  |
| Giugliano Calcio 1928          | Giugliano in Campania (NA) | Stadio Alberto Vallefuoco (Mugnano di Napoli) | 1º in Promozione Campania/B  |
| A.S.D. Maddalonese Calcio      | Maddaloni (CE)             | Stadio Cappuccini                             | 6º in Promozione Campania/A  |
| A.S.D. U.S. Mariglianese       | Marigliano (NA)            | Stadio San Clemente (Casamarciano)            | 12º in Eccellenza Campania/B |
| A.S.D. Mondragone              | Mondragone (CE)            | Stadio Salvatore Gregorio Conte               | 9º in Eccellenza Campania/A  |
| A.S.D. Monte Di Procida Calcio | Monte di Procida (NA)      | Stadio Vezzuto - Marasco                      | 2º in Promozione Campania/B  |
| A.P.D. Pimonte 1970            | Pimonte (NA)               | Stadio San Michele                            | 14º in Promozione Campania/B |
| Puteolana 1902                 | Pozzuoli (NA)              | Stadio Domenico Conte                         | 5º in Eccellenza Campania/A  |
| A.S.D. Real Forio 2014         | Forio (NA)                 | Stadio Salvatore Calise                       | 8º in Eccellenza Campania/A  |
| A.S.D. San Giorgio 1926        | San Giorgio a Cremano (NA) | Stadio Raffaele Paudice                       | 4º in Eccellenza Campania/A  |
| A.S.D. Savoia 1908             | Torre Annunziata (NA)      | Stadio Alfredo Giraud                         | 3º in Eccellenza Campania/A  |
| A.S.D. Aurunci                 | Sessa Aurunca (CE)         | Stadio Adelio d'Arcangelo                     | 8º in Eccellenza Campania/A  |
| A.S.D. Virtus Volla            | Volla (NA)                 | Stadio Paolo Borsellino                       | 13º in Eccellenza Campania/A |
| A.S.D. Vis Afragolese 1944     | Afragola (NA)              | Stadio Luigi Moccia                           | 2º in Eccellenza Campania/A  |

### Classifica
|  | Pos. | Squadra             | Pt | G  | V  | N  | P  | GF | GS  | DR  |
|  | ---- | ------------------- | -- | -- | -- | -- | -- | -- | --- | --- |
|  | 1.   | Savoia              | 78 | 30 | 25 | 3  | 2  | 85 | 23  | +61 |
|  | 2.   | Vis Afragolese      | 67 | 30 | 19 | 10 | 1  | 71 | 26  | +45 |
|  | 3.   | Puteolana           | 59 | 30 | 18 | 5  | 7  | 52 | 35  | +17 |
|  | 4.   | Casoria             | 57 | 30 | 16 | 9  | 5  | 51 | 29  | +22 |
|  | 5.   | Casalnuovo Frattese | 45 | 30 | 12 | 9  | 9  | 46 | 34  | +12 |
|  | 6.   | Monte di Procida    | 43 | 30 | 12 | 7  | 11 | 38 | 31  | +7  |
|  | 7.   | San Giorgio 1926    | 44 | 30 | 12 | 8  | 10 | 44 | 35  | +9  |
|  | 8.   | Maddalonese         | 41 | 30 | 11 | 8  | 11 | 39 | 34  | +5  |
|  | 9.   | Mondragone          | 40 | 30 | 12 | 4  | 14 | 44 | 42  | +2  |
|  | 10.  | Virtus Volla        | 39 | 30 | 11 | 6  | 13 | 37 | 37  | 0   |
|  | 11.  | Giugliano           | 35 | 30 | 8  | 11 | 11 | 33 | 38  | -5  |
|  | 12.  | Real Forio          | 32 | 30 | 9  | 5  | 16 | 34 | 56  | -22 |
|  | 13.  | Barano              | 31 | 30 | 7  | 10 | 13 | 25 | 38  | -12 |
|  | 14.  | Sessana             | 26 | 30 | 7  | 5  | 17 | 33 | 53  | -20 |
|  | 15.  | Mariglianese        | 22 | 30 | 5  | 7  | 18 | 25 | 47  | -22 |
|  | 16.  | Pimonte             | 7  | 30 | 2  | 1  | 27 | 17 | 116 | -99 |

Legenda:

      Promossa in Serie D 2018-2019.

      Ammessa ai play-off nazionali.

      Retrocessa in Promozione 2018-2019.

Note:

Tre punti a vittoria, uno a pareggio, zero a sconfitta.

### Risultati

#### Tabellone
|                     | Bar  | CaF  | Cas  | Giu  | Mad  | Mar  | Mon  | MPr  | Pim  | Put  | RFo  | SaG  | Sav  | Ses  | Vir  | Vis  |
| ------------------- | ---- | ---- | ---- | ---- | ---- | ---- | ---- | ---- | ---- | ---- | ---- | ---- | ---- | ---- | ---- | ---- |
| Barano              | –––– | 1-1  | 0-2  | 0-0  | 1-1  | 1-1  | 4-2  | 1-0  | 2-1  | 0-0  | 1-2  | 3-2  | 0-2  | 1-0  | 0-2  | 0-0  |
| Casalnuovo Frattese | 2-1  | –––– | 3-2  | 4-1  | 1-1  | 3-1  | 0-1  | 1-2  | 7-0  | 1-1  | 2-1  | 1-1  | 1-3  | 3-1  | 2-1  | 2-2  |
| Casoria             | 2-0  | 1-0  | –––– | 3-0  | 2-2  | 2-0  | 1-0  | 0-1  | 3-1  | 3-1  | 4-1  | 3-3  | 0-3  | 0-0  | 1-0  | 2-2  |
| Giugliano           | 1-3  | 3-1  | 0-1  | –––– | 1-3  | 1-1  | 2-1  | 1-1  | 4-1  | 1-2  | 3-1  | 0-0  | 0-3  | 0-0  | 0-0  | 1-1  |
| Maddalonese         | 1-1  | 0-1  | 0-3  | 1-0  | –––– | 1-0  | 1-2  | 1-1  | 3-0  | 1-2  | 4-0  | 2-1  | 0-1  | 1-0  | 2-1  | 0-3  |
| Mariglianese        | 0-0  | 1-1  | 0-1  | 2-1  | 1-1  | –––– | 1-3  | 0-1  | 2-0  | 0-3  | 3-3  | 1-2  | 0-1  | 1-2  | 1-1  | 1-2  |
| Mondragone          | 0-1  | 1-0  | 1-1  | 1-1  | 0-2  | 3-0  | –––– | 0-1  | 1-1  | 0-1  | 3-0  | 1-3  | 1-3  | 1-0  | 4-1  | 0-1  |
| Monte di Procida    | 2-0  | 0-0  | 1-0  | 1-2  | 3-0  | 1-0  | 3-1  | –––– | 7-0  | 0-1  | 0-0  | 2-0  | 1-2  | 1-1  | 1-3  | 1-1  |
| Pimonte             | 3-1  | 0-2  | 0-2  | 0-3  | 1-4  | 0-4  | 1-5  | 2-1  | –––– | 1-9  | 1-3  | 1-5  | 0-4  | 0-2  | 0-5  | 0-5  |
| Puteolana 1902      | 2-0  | 2-1  | 1-1  | 0-2  | 2-1  | 1-0  | 2-1  | 3-1  | 2-1  | –––– | 1-0  | 0-0  | 1-2  | 4-3  | 1-0  | 1-2  |
| Real Forio          | 1-0  | 1-3  | 0-1  | 0-0  | 1-0  | 0-2  | 1-1  | 2-0  | 3-0  | 2-3  | –––– | 1-4  | 1-1  | 3-1  | 0-2  | 0-1  |
| San Giorgio 1926    | 1-0  | 1-1  | 1-3  | 0-0  | 0-0  | 2-1  | 1-3  | 2-0  | 3-2  | 2-4  | 4-0  | –––– | 2-0  | 1-0  | 0-1  | 0-1  |
| Savoia 1908         | 2-0  | 2-0  | 4-4  | 5-3  | 1-0  | 0-1  | 2-1  | 2-0  | 8-0  | 5-0  | 6-1  | 2-0  | –––– | 5-3  | 3-2  | 2-1  |
| Sessana             | 0-0  | 0-1  | 1-1  | 1-2  | 0-4  | 2-0  | 1-3  | 2-1  | 5-0  | 1-0  | 2-3  | 0-2  | 0-7  | –––– | 0-1  | 1-4  |
| Virtus Volla        | 3-2  | 1-0  | 1-0  | 0-0  | 1-1  | 2-0  | 1-2  | 0-1  | 3-0  | 1-1  | 0-2  | 1-1  | 0-3  | 0-3  | –––– | 2-3  |
| Vis Afragolese 1944 | 1-1  | 1-1  | 2-2  | 1-0  | 3-1  | 6-0  | 5-1  | 3-3  | 7-0  | 2-1  | 3-0  | 1-0  | 1-1  | 3-1  | 3-1  | –––– |

### Spareggi

#### Play-off

##### Tabellone
|  | Semifinali | Semifinali          | Semifinali |           |                | Finale  | Finale | Finale |  |
|  |            |                     |            |           |                |         |        |        |  |
|  | 2          | Vis Afragolese      |            |           |                |         |        |        |  |
|  | 2          | Vis Afragolese      |            |           |                |         |        |        |  |
|  | 5          | Casalnuovo Frattese |            |           |                |         |        |        |  |
|  | 5          | Casalnuovo Frattese |            | 2         | Vis Afragolese | 3 (dts) |        |        |  |
|  |            |                     |            | 2         | Vis Afragolese | 3 (dts) |        |        |  |
|  |            |                     | 3          | Puteolana | 3              |         |        |        |  |
|  | 3          | Puteolana           | 3          | Puteolana | 3              | 3       |        |        |  |
|  | 3          | Puteolana           |            |           |                |         |        |        |  |
|  | 4          | Casoria             | 2          |           |                |         |        |        |  |

##### Semifinale
| Puteolana | 3 - 2 | Casoria | Pozzuoli, 29 aprile 2018 |  |  |  |  |

##### Finale
|                | Risultati   |           | Luogo e data            |
| -------------- | ----------- | --------- | ----------------------- |
| Vis Afragolese | 3 - 3 (dts) | Puteolana | Afragola, 5 maggio 2018 |
|                |             |           |                         |

#### Play-out
|        | Risultati |         | Luogo e data                    |
| ------ | --------- | ------- | ------------------------------- |
| Barano | 2 - 0     | Sessana | Barano d'Ischia, 29 aprile 2018 |
|        |           |         |                                 |

## Girone B

### Squadre partecipanti
Di seguito sono riportate le società ed i rispettivi campi di gioco riguardanti il girone B.
| Club                             | Città                    | Stadio                                  | Stagione 2016-2017           |
| -------------------------------- | ------------------------ | --------------------------------------- | ---------------------------- |
| U.S. Agropoli 1921               | Agropoli (SA)            | Stadio Raffaele Guariglia               | 16º in Serie D/H             |
| A.S.D. Audax Cervinara 1935      | Cervinara (AV)           | Stadio Canada                           | 4º in Eccellenza Campania/B  |
| F.C.D. Battipagliese 1929        | Battipaglia (SA)         | Stadio Luigi Pastena                    | 3º in Eccellenza Campania/B  |
| A.S.D. Castel San Giorgio Calcio | Castel San Giorgio (SA)  | Stadio Domenico Sessa                   | 13º in Eccellenza Campania/B |
| A.S.D. F.C. Costa D'Amalfi       | Amalfi                   | Stadio S. Martino (Maiori)              | 1º in Promozione Campania/D  |
| S.S.D. Eclanese 1932 Calcio      | Mirabella Eclano (AV)    | Stadio Nuovo Lando D'Elia               | 2º in Promozione Campania/C  |
| A.S.D. U.S. Faiano 1965          | Pontecagnano Faiano (SA) | Stadio 23 giugno 1978                   | 5º in Eccellenza Campania/B  |
| A.S.D. S.S. Nola 1925            | Nola (NA)                | Stadio Sporting Club                    | 10º in Eccellenza Campania/A |
| U.S.D. Palmese                   | Palma Campania (NA)      | Stadio Comunale                         | 6º in Eccellenza Campania/B  |
| A.S.D. Picciola                  | Pontecagnano Faiano (SA) | Stadio 23 giugno 1978                   | 7º in Eccellenza Campania/B  |
| A.S.D. San Vito Positano         | Positano (SA)            | Stadio Vittorio De Sica                 | 8º in Eccellenza Campania/B  |
| A.S.D. F.C. Sant'Agnello         | Sant'Agnello (NA)        | Stadio Comunale                         | 15º in Eccellenza Campania/B |
| U.S.D. Solofra Calcio            | Solofra (AV)             | Stadio Agostino Gallucci                | 11º in Eccellenza Campania/B |
| A.S.D. Sorrento 1945             | Sorrento (NA)            | Stadio Italia                           | 2º in Eccellenza Campania/B  |
| A.S.D. Valdiano                  | Teggiano (SA)            | Stadio Antonio Vertucci                 | 9º in Eccellenza Campania/B  |
| U.S.D. Virtus Avellino 2013      | Avellino                 | Stadio Comunale (San Michele Di Serino) | 1º in Promozione Campania/C  |

### Classifica
|  | Pos. | Squadra            | Pt | G  | V  | N  | P  | GF | GS | DR  |
|  | ---- | ------------------ | -- | -- | -- | -- | -- | -- | -- | --- |
|  | 1.   | Sorrento           | 59 | 30 | 18 | 5  | 7  | 48 | 25 | +23 |
|  | 2.   | Agropoli           | 59 | 30 | 17 | 10 | 3  | 54 | 26 | +28 |
|  | 3.   | Audax Cervinara    | 55 | 30 | 16 | 7  | 7  | 47 | 33 | +14 |
|  | 4.   | Nola               | 52 | 30 | 15 | 7  | 8  | 45 | 25 | +20 |
|  | 5.   | Virtus Avellino    | 49 | 30 | 13 | 10 | 7  | 45 | 26 | +19 |
|  | 6.   | Valdiano           | 44 | 30 | 12 | 8  | 10 | 33 | 31 | +2  |
|  | 7.   | Palmese            | 44 | 30 | 9  | 11 | 10 | 42 | 48 | -6  |
|  | 8.   | Castel San Giorgio | 43 | 30 | 10 | 13 | 7  | 47 | 42 | +5  |
|  | 9.   | Solofra            | 37 | 30 | 9  | 10 | 11 | 36 | 40 | -4  |
|  | 10.  | Costa d'Amalfi     | 36 | 30 | 8  | 12 | 10 | 43 | 35 | +8  |
|  | 11.  | Eclanese           | 35 | 30 | 10 | 5  | 15 | 34 | 41 | -7  |
|  | 12.  | San Vito Positano  | 33 | 30 | 8  | 9  | 13 | 35 | 48 | -13 |
|  | 13.  | Battipagliese      | 31 | 30 | 7  | 10 | 13 | 34 | 44 | -10 |
|  | 14.  | Picciola           | 30 | 30 | 6  | 12 | 12 | 29 | 37 | -8  |
|  | 15.  | Faiano             | 27 | 30 | 6  | 9  | 15 | 31 | 49 | -18 |
|  | 16.  | Sant'Agnello       | 12 | 30 | 1  | 9  | 20 | 16 | 69 | -53 |

Legenda:

      Promossa in Serie D 2018-2019.
      Ammessa ai play-off nazionali.
      Retrocessa in Promozione 2018-2019.
Note:

Tre punti a vittoria, uno a pareggio, zero a sconfitta.

### Risultati

#### Tabellone
|                           | Agr  | AuC  | Bat  | Cas  | Cos  | Ecl  | Fai  | Nol  | Pal  | Pic  | Pos  | SAg  | Sol  | Sor  | Val  | VAv  |
| ------------------------- | ---- | ---- | ---- | ---- | ---- | ---- | ---- | ---- | ---- | ---- | ---- | ---- | ---- | ---- | ---- | ---- |
| Agropoli                  | –––– | 3-1  | 3-1  | 3-1  | 2-1  | 1-0  | 3-1  | 0-3  | 2-0  | 1-1  | 0-0  | 4-0  | 2-0  | 2-0  | 3-0  | 2-2  |
| Audax Cervinara           | 1-0  | –––– | 5-1  | 2-0  | 0-1  | 3-2  | 3-0  | 4-3  | 2-2  | 1-0  | 2-0  | 2-1  | 1-3  | 1-1  | 1-0  | 1-1  |
| Battipagliese             | 0-1  | 4-1  | –––– | 2-0  | 2-1  | 0-1  | 2-2  | 0-0  | 1-2  | 2-3  | 4-0  | 4-0  | 1-1  | 0-2  | 1-1  | 0-1  |
| Castel San Giorgio Calcio | 2-5  | 1-1  | 3-3  | –––– | 1-1  | 2-2  | 3-1  | 1-1  | 4-0  | 1-1  | 3-2  | 1-1  | 2-2  | 0-1  | 1-1  | 1-1  |
| Costa d'Amalfi            | 1-1  | 1-1  | 3-0  | 2-3  | –––– | 4-1  | 0-0  | 0-2  | 0-2  | 0-0  | 3-0  | 2-0  | 2-1  | 2-2  | 1-2  | 2-2  |
| Eclanese                  | 2-1  | 1-0  | 1-2  | 0-1  | 3-3  | –––– | 4-0  | 0-2  | 2-1  | 1-0  | 1-2  | 3-0  | 1-0  | 0-0  | 0-2  | 0-1  |
| Faiano                    | 1-1  | 2-2  | 0-1  | 1-3  | 1-2  | 0-1  | –––– | 2-0  | 3-3  | 0-2  | 0-3  | 2-0  | 1-1  | 2-1  | 1-0  | 1-0  |
| Nola                      | 0-1  | 0-0  | 1-1  | 0-1  | 1-0  | 1-0  | 2-1  | –––– | 1-1  | 4-0  | 4-3  | 0-0  | 4-0  | 2-1  | 2-0  | 3-1  |
| Palmese                   | 2-2  | 1-2  | 2-0  | 1-1  | 2-1  | 4-1  | 2-2  | 2-2  | –––– | 1-0  | 0-0  | 3-1  | 2-2  | 2-0  | 1-0  | 1-2  |
| Picciola                  | 0-0  | 1-2  | 0-0  | 2-2  | 1-0  | 2-2  | 2-2  | 1-3  | 0-1  | –––– | 1-1  | 3-0  | 1-1  | 1-3  | 2-0  | 2-1  |
| San Vito Positano         | 2-2  | 2-3  | 0-0  | 1-4  | 0-0  | 1-1  | 2-1  | 0-1  | 6-0  | 2-1  | –––– | 2-0  | 0-3  | 1-0  | 0-0  | 0-1  |
| Sant'Agnello              | 1-1  | 0-2  | 0-0  | 0-2  | 0-8  | 1-2  | 1-0  | 2-4  | 1-2  | 0-0  | 1-1  | –––– | 2-2  | 1-0  | 0-0  | 2-5  |
| Solofra                   | 1-1  | 2-1  | 3-0  | 0-1  | 1-1  | 2-1  | 0-0  | 2-0  | 3-1  | 1-0  | 3-0  | 3-0  | –––– | 1-1  | 0-3  | 0-4  |
| Sorrento                  | 1-3  | 2-1  | 1-0  | 2-1  | 3-0  | 1-0  | 2-0  | 1-1  | 5-1  | 3-1  | 1-2  | 2-0  | 4-0  | –––– | 2-0  | 3-1  |
| Valdiano                  | 0-2  | 1-0  | 5-0  | 3-1  | 1-1  | 2-1  | 3-2  | 1-0  | 1-2  | 1-0  | 2-1  | 2-2  | 1-0  | 1-1  | –––– | 0-0  |
| Virtus Avellino           | 1-2  | 0-1  | 1-1  | 0-0  | 0-0  | 2-0  | 1-0  | 0-0  | 1-0  | 1-1  | 6-1  | 5-0  | 2-1  | 0-1  | 2-0  | –––– |

### Spareggi

#### Promozione
| Agropoli | 0 - 1 | Sorrento | Avellino, 28 aprile 2018 |  |  |  |  |

#### Play-off

##### Tabellone
|  | Semifinali | Semifinali      | Semifinali |      |          | Finale | Finale | Finale |  |
|  |            |                 |            |      |          |        |        |        |  |
|  | 2          | Agropoli        |            |      |          |        |        |        |  |
|  | 2          | Agropoli        |            |      |          |        |        |        |  |
|  | 5          | Virtus Avellino |            |      |          |        |        |        |  |
|  | 5          | Virtus Avellino |            | 2    | Agropoli | 1      |        |        |  |
|  |            |                 |            | 2    | Agropoli | 1      |        |        |  |
|  |            |                 | 4          | Nola | 0        |        |        |        |  |
|  | 3          | Audax Cervinara | 4          | Nola | 0        | 0      |        |        |  |
|  | 3          | Audax Cervinara |            |      |          |        |        |        |  |
|  | 4          | Nola            | 3          |      |          |        |        |        |  |

##### Semifinale
| Audax Cervinara | 0 - 3 | Nola | Cervinara, 29 aprile 2018 |  |  |  |  |

##### Finale
|          | Risultati |      | Luogo e data            |
| -------- | --------- | ---- | ----------------------- |
| Agropoli | 1 - 0     | Nola | Agropoli, 6 maggio 2018 |
|          |           |      |                         |

#### Play-out
|                   | Risultati |          | Luogo e data                |
| ----------------- | --------- | -------- | --------------------------- |
| Battipagliese     | 3 - 1     | Picciola | Battipaglia, 29 aprile 2018 |
| San Vito Positano | 0 - 1     | Faiano   | Positano, 29 aprile 2018    |
|                   |           |          |                             |